# Памятник воинам-землякам (Пеледуй)
«Памятник в честь воинов-земляков, погибших в годы Великой Отечественной войны» — мемориальный памятник, посвящённый памяти воинов погибших в годы Великой Отечественной войны в посёлке городского типа Пеледуй, Ленского улуса, Республики Саха (Якутия). Памятник истории и культуры регионального значения.

## Общая информация
После победоносного окончания Великой Отечественной войны в городах и сёлах республики Якутия стали активно возводить первые памятники и мемориалы, посвящённые павшим солдатам. Памятник воинам-землякам был установлен в самом центре посёлка Пеледуй Ленского улуса в 1974 году по улице Победы недалеко от Пантелеймоновской церкви, рядом с поселковой школой и администрацией.

## История
По архивным сведениям и документам, в годы Великой Отечественной войны активно началась формировались добровольческие группы на фронт, в июле многие жители посёлка были призваны в Красную Армию. В 1941 году Забайкальский военный округ призвал из Ленского района 893 человека. На следующий год — еще 791. Всего в годы Великой Отечественной войны из Ленского района было мобилизовано 3571 человек; призвано 2873. Вернулось 2563 человека, погибли или пропали без вести 1008.

## Описание памятника
Памятник в посёлке Пеледуй представляет собой стелу на вершине которой размещены символы советского государства — серп и молот. Трехступенчатый постамент сооружён перед стелой. Весь комплекс памятника выполнен из бетона и окрашен в бордовый цвет. Главной фигурой монумента является скульптура солдата, выкрашенного в золотистый цвет. На главном стенде установлены памятные таблички с именами участников Великой Отечественной войны и надписью «Имя твоё бессмертно», «Подвигам жить в веках». Вокруг памятной композиции выросли большие деревья — ели, сосны и берёзы.
В соответствии с Постановлением Совета министров Якутской АССР «О состоянии и мерах по улучшению охраны памятников истории и культуры Якутской АССР» № 484 от 31.12.1976 года, памятник внесён в реестр объектов культурного наследия народов Российской Федерации и охраняется государством.